# Haraldur Sigurðsson

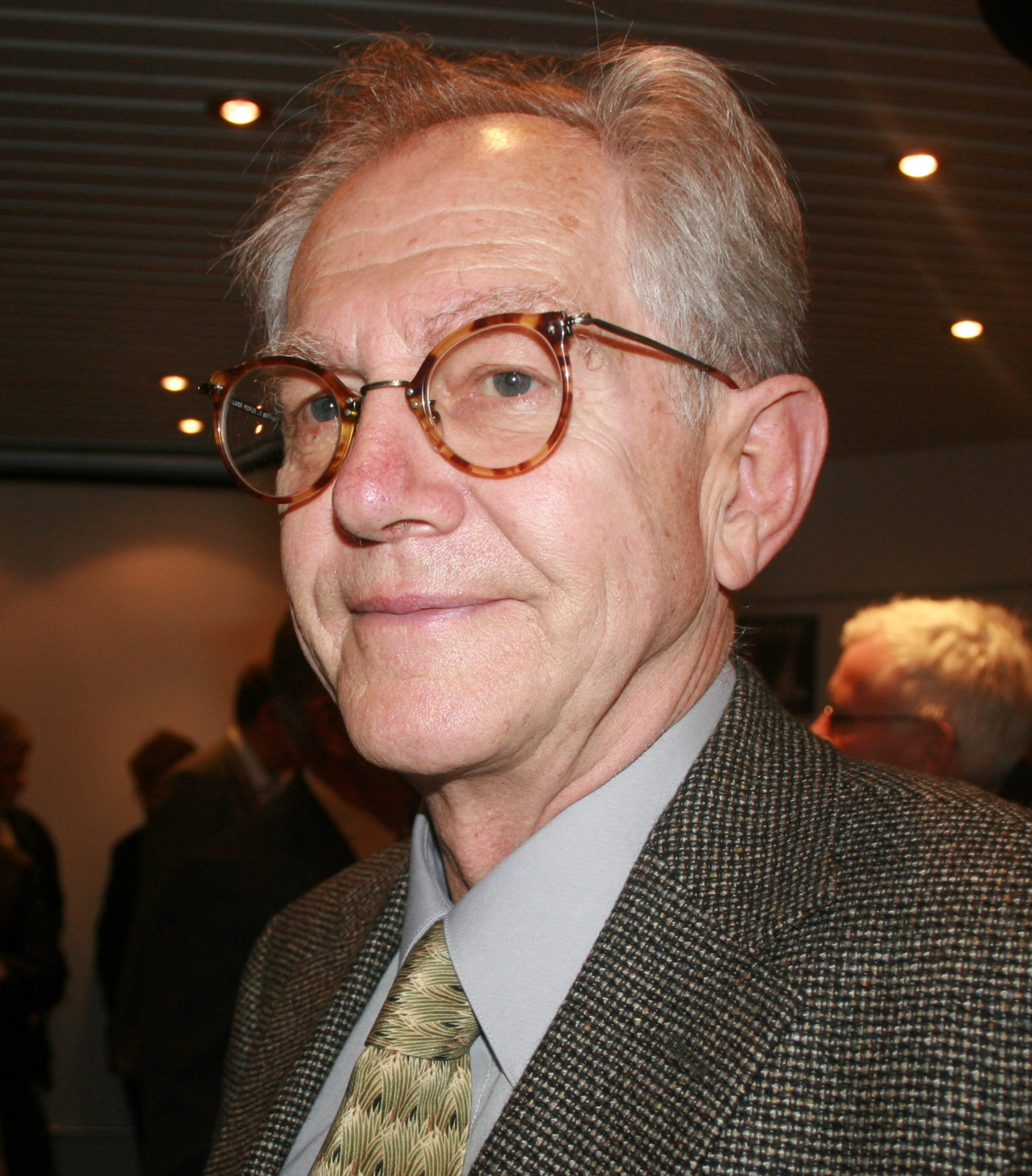
Haraldur Sigurdsson

Haraldur Sigurðsson (* 31. Mai 1939 in Stykkishólmur) ist ein isländischer Vulkanologe und Geochemiker.

## Leben
Haraldur Sigurðsson studierte Geologie und Geochemie in Großbritannien, erwarb dort den Bachelor der Queen’s University of Belfast und promovierte 1970 an der University of Durham. Er arbeitete zunächst bis 1974 an Untersuchungen und Forschungsaufträgen an den Vulkanen der Karibik. Dann wurde er zum Professor am Ozeanographischen Institut der University of Rhode Island ernannt.

## Forschungsschwerpunkte
Besonders bekannt wurde Haraldur Sigurðsson durch die Erforschung großer Vulkaneruptionen der Vergangenheit wie z. B. der des Vesuv von 79 n. Chr. im Zusammenhang mit der Zerstörung der Städte Pompeji and Herculaneum.
1991 entdeckte er Spuren eines großen Meteoriteneinschlags auf Haiti und konnte nachweisen, dass sie aus der Zeit der Ausrottung der Dinosaurier stammten.
2004 entdeckte er die Stadt Tambora in Indonesien, die 1815 während einer riesigen explosiven Eruption des Vulkans Mount Tambora unter Asche begraben worden war.

## Wichtigste Publikationen
1999 veröffentlichte Haraldur Sigurdsson eine Übersicht über die Geschichte der Vulkanologie.
Außerdem ist er Hauptherausgeber der Encyclopedia of Volcanoes.

## Einige weitere Veröffentlichungen
- Benjamin R. Jordan, Haraldur Sigurdsson, Steven Carey: Ignimbrites in Central America and Associated Caribbean Sea Tephra: Correlation and Petrogenesis. VDM Verlag Dr. Müller, Saarbrücken 2008, ISBN 978-3-639-10831-6, S. 224 (englisch).
- Haraldur Sigurdsson, Steven Carey: Caribbean volcanoes a field guide. Open Library, 1990, S. 107 (englisch).[7]
- H. Sigurdsson, W.C. Evans: Lake Nyos revisited: a preliminary report. 1987, S. 7 (englisch).[8]
- Haraldur Sigursson, Paolo Laj: Sulfur mass loading of the atmosphere from volcanic eruptions: calibration of the ice core record on basis of sulfate aerosol deposition in polar regions from the 1982 El Chichon eruption, NASA grant NAG51304. University of Rhode Island Graduate School of Oceanography, National Aeronautics and Space Administration, National Technical Information Service, Narragansett, RI, Washington, D.C., Springfield, Va 1990 (englisch).[8]
- Haraldur Sigurdsson: Melting the Earth: the history of ideas on volcanic eruptions. Oxford University Press, New York 1999, ISBN 0-19-510665-2, S. 260 (englisch).[8]
- Haraldur Sigurdsson: Volcanoes and the Environment: Exploring the Earth System. Academic Press, 2008, ISBN 978-0-12-643141-4, S. 450 (englisch).[8]

## Preis
Für seine Forschungsarbeiten erhielt er 2004 die Coke Medal der Geological Society of London.